# Amata alikangiensis
Amata alikangiensis là một loài bướm đêm thuộc phân họ Arctiinae, họ Erebidae.